# Swedish Open 1997 (Badminton)
Die Ericsson Swedish Open 1997 im Badminton fanden vom 5. bis zum 9. März 1997 in Borlänge statt. Das Preisgeld betrug 80.000 US-Dollar. Das Turnier hatte damit einen Drei-Sterne-Status im Grand Prix.

## Sieger und Platzierte
| Disziplin    | Gold                              | Silber                                | Bronze                                |
| ------------ | --------------------------------- | ------------------------------------- | ------------------------------------- |
| Herreneinzel | Ardy Wiranata                     | Budi Santoso                          | Lin Liwen                             |
| Herreneinzel | Ardy Wiranata                     | Budi Santoso                          | Park Sung-woo                         |
| Dameneinzel  | Gong Zhichao                      | Ra Kyung-min                          | Park Jin-hyun                         |
| Dameneinzel  | Gong Zhichao                      | Ra Kyung-min                          | Kim Ji-hyun                           |
| Herrendoppel | Ha Tae-kwon Kang Kyung-jin        | Peter Axelsson Pär-Gunnar Jönsson     | Dicky Purwotjugiono Bambang Suprianto |
| Herrendoppel | Ha Tae-kwon Kang Kyung-jin        | Peter Axelsson Pär-Gunnar Jönsson     | Lee Dong-soo Yoo Yong-sung            |
| Damendoppel  | Qiang Hong Liu Lu                 | Julie Bradbury Donna Kellogg          | Jang Hye-ock Kim Shin-young           |
| Damendoppel  | Qiang Hong Liu Lu                 | Julie Bradbury Donna Kellogg          | Marina Andrievskaia Christine Gandrup |
| Mixed        | Michael Keck Erica van den Heuvel | Jon Holst-Christensen Karen Stechmann | Julie Bradbury Nick Ponting           |
| Mixed        | Michael Keck Erica van den Heuvel | Jon Holst-Christensen Karen Stechmann | Ha Tae-kwon Kim Shin-young            |

## Finalresultate
| Disziplin    | Sieger                            | Gegner                                | Ergebnis            |
| ------------ | --------------------------------- | ------------------------------------- | ------------------- |
| Herreneinzel | Ardy Wiranata                     | Budi Santoso                          | 15:10, 15:10        |
| Dameneinzel  | Gong Zhichao                      | Ra Kyung-min                          | 11:4, 11:4          |
| Herrendoppel | Kang Kyung-jin Ha Tae-kwon        | Peter Axelsson Pär-Gunnar Jönsson     | 15:3, 15:11         |
| Damendoppel  | Qiang Hong Liu Lu                 | Julie Bradbury Donna Kellogg          | 15:11, 17:18, 15:11 |
| Mixed        | Michael Keck Erica van den Heuvel | Jon Holst-Christensen Karen Stechmann | 15:17, 15:12, 15:12 |

## Halbfinalresultate
| Disziplin    | Sieger                                | Gegner                                | Ergebnis            |
| ------------ | ------------------------------------- | ------------------------------------- | ------------------- |
| Herreneinzel | Ardy Wiranata                         | Lin Liwen                             | 9:15, 15:12, 15:6   |
|              | Budi Santoso                          | Park Sung-woo                         | 15:8, 15:11         |
| Dameneinzel  | Gong Zhichao                          | Park Jin-hyun                         | 11:3, 11:3          |
|              | Ra Kyung-min                          | Kim Ji-hyun                           | 11:2, 11:3          |
| Herrendoppel | Kang Kyung-jin Ha Tae-kwon            | Bambang Suprianto Dicky Purwotjugiono | 15:4, 13:18, 15:7   |
|              | Peter Axelsson Pär-Gunnar Jönsson     | Lee Dong-soo Yoo Yong-sung            | 15:7, 15:11         |
| Damendoppel  | Qiang Hong Liu Lu                     | Kim Shin-young Jang Hye-ock           | 15:11, 15:18, 15:10 |
|              | Julie Bradbury Donna Kellogg          | Christine Gandrup Marina Andrievskaia | 15:12, 9:15, 15:12  |
| Mixed        | Jon Holst-Christensen Karen Stechmann | Nick Ponting Julie Bradbury           | 12:15, 15:5, 15:12  |
|              | Michael Keck Erica van den Heuvel     | Ha Tae-kwon Kim Shin-young            | 15:9, 15:8          |

## Viertelfinalresultate
| Disziplin    | Sieger                                | Gegner                               | Ergebnis            |
| ------------ | ------------------------------------- | ------------------------------------ | ------------------- |
| Herreneinzel | Ardy Wiranata                         | Ji Xinpeng                           | 15:7, 15:9          |
|              | Lin Liwen                             | Oliver Pongratz                      | 15:10, 18:13        |
|              | Park Sung-woo                         | Roslin Hashim                        | 15:8, 15:5          |
|              | Budi Santoso                          | Luo Yigang                           | 18:13, 15:5         |
| Dameneinzel  | Gong Zhichao                          | Lee Joo Hyun                         | 11:2, 11:1          |
|              | Park Jin-hyun                         | Yao Yan                              | 11:8, 12:11         |
|              | Kim Ji-hyun                           | Donna Kellogg                        | 11:1, 11:5          |
|              | Ra Kyung-min                          | Zhang Ning                           | 11:9, 11:7          |
| Herrendoppel | Kang Kyung-jin Ha Tae-kwon            | Nick Ponting John Quinn              | 15:6, 15:3          |
|              | Bambang Suprianto Dicky Purwotjugiono | Jens Eriksen Jesper Larsen           | 15:11, 15:9         |
|              | Lee Dong-soo Yoo Yong-sung            | Peter Blackburn David Bamford        | 15:4, 15:2          |
|              | Peter Axelsson Pär-Gunnar Jönsson     | Peder Nissen Jonas Rasmussen         | 15:11, 15:9         |
| Damendoppel  | Qiang Hong Liu Lu                     | Kim Ji-hyun Park Jin-hyun            | 13:15, 17:15, 15:11 |
|              | Kim Shin-young Jang Hye-ock           | Erica van den Heuvel Karen Stechmann | 18:14, 15:6         |
|              | Julie Bradbury Donna Kellogg          | Zhang Ning Gong Zhichao              | 15:5, 15:7          |
|              | Christine Gandrup Marina Andrievskaia | Lee Joo Hyun Ra Kyung-min            | 15:10, 3:15, 18:14  |
| Mixed        | Nick Ponting Julie Bradbury           | Jesper Larsen Helene Kirkegaard      | 15:4, 15:2          |
|              | Jon Holst-Christensen Karen Stechmann | Lee Dong-soo Yim Kyung-jin           | 15:8, 15:6          |
|              | Michael Keck Erica van den Heuvel     | Jens Olsson Astrid Crabo             | 15:10, 15:11        |
|              | Ha Tae-kwon Kim Shin-young            | Julian Robertson Lorraine Cole       | 15:12, 15:5         |